# FK IMT
Az FK IMT (szerbül: ФК ИМТ) szerb labdarúgócsapat, Újbelgrád városában. Jelenleg a szerb labdarúgó-bajnokság első osztályában szerepel az egyesület.

## Története
A klubot 1953-ban alapították. Az 1986–87-es szezonban megnyerték a Belgrádi Ligát, és feljutottak a jugoszláv labdarúgás negyedik osztályába. 2014-ben szintén megnyerték, és feljutottak a szerb harmadosztályba, ahol 6 szezonon keresztül szerepeltek. A COVID-19-járvány miatt megszakított 2019–20-as szezonban az első helyen végeztek, és feljutottak a másodosztályba. 2023-ban feljutottak az első osztályba.

## Sikerei
- Szerb labdarúgó bajnokság (másodosztály)
  -  2022–23 (1)
- Szerb labdarúgó bajnokság (harmadosztály)
  -  2019–20 (1)
- Szerb labdarúgó bajnokság (negyedosztály)
  -  2013–14 (1)

## Ismertebb játékosok
- Hervé Elame
- Alekszandr Zujev
- Marko Rakonjac
- Mohammad Fazal
- Vladimir Lučić
- Đorđe Petrović
- Alen Stevanović

## Edzők
- Srđan Blagojević 2014–2015
- Dušan Đorđević 2015–2017
- Nebojša Jandrić 2017–2018
- Dušan Đorđević 2018–2019
- Saša Stojadinović 2019
- Boris Savić 2020
- Zoran Rendulić 2020
- Goran Vuković 2020
- Nebojša Jandrić 2021
- Ivica Šimičić 2021
- Bojan Krulj 2021–2022
- Zoran Vasiljević 2022–2023
- Nebojša Jandrić 2023–